# Le Mesnil-Réaume
Le Mesnil-Réaume là một xã thuộc tỉnh Seine-Maritime trong vùng Normandie miền bắc nước Pháp.

## Huy hiệu
| Arms of Le Mesnil-Réaume | The arms of Le Mesnil-Réaume are blazoned: Quarterly 1&4: Vair, a bordure gules; 2&3: Or, a leopard gules. |

## Dân số
| 1962                                 | 1968 | 1975 | 1982 | 1990 | 1999 | 2006 |
| ------------------------------------ | ---- | ---- | ---- | ---- | ---- | ---- |
| 249                                  | 250  | 435  | 461  | 464  | 439  | 473  |
| Từ năm 1962: Dân số không tính trùng |      |      |      |      |      |      |